# Stéphane Rossetto
Stéphane Rossetto (Melun, 6 aprile 1987) è un ex ciclista su strada francese, attivo come Elite/Under-23 dal 2007 al 2022.

## Carriera
Passato professionista a 23 anni con l'olandese Vacansoleil, nel 2010, dopo solo un anno decide di ritornare a correre per due anni a livelli dilettantistici con la squadra Cyclo Club de Nogent-sur-Oise. Nel 2013 ritorna nel grande ciclismo con la BigMat-Auber 93, dove milita per 2 anni, prima di trasferirsi in casa Cofidis. Chiuderà la carriera nel 2022 nella St Michel-Auber 93.

## Palmarès
- 2009 (CC Nogent-sur-Oise)

Classifica generale Tour de Gironde
- 2011 (CC Nogent-sur-Oise)

Grand Prix de Vassivière
Grand Prix de Beauchamps
2ª tappa Tour de la Manche
4ª tappa Tour de la Manche
- 2012 (CC Nogent-sur-Oise)

4ª tappa Circuit des Ardennes (Charleville-Mézières > Sedan)
Classifica generale Tour de Franche-Comté
1ª tappa Tour des Pays de Savoie (Les Houches > Plateau de Solaison)
Classifica generale Tour des Pays de Savoie
1ª tappa Tour de Seine-Maritime
Trio Normand
- 2013 (BigMat-Auber 93, una vittoria)

4ª tappa Tour du Limousin (Bourganeuf > Limoges)
- 2014 (BigMat-Auber 93, due vittorie)

Classifica generale Boucles de la Mayenne
Étoile d'Or
- 2018 (Cofidis, una vittoria)

4ª tappa Tour de Yorkshire (Halifax > Leeds)

### Altri successi
- 2018 (Cofidis)

Classifica scalatori Tour de Yorkshire

## Piazzamenti

### Grandi Giri
- Giro d'Italia

2020: 63º
- Tour de France

2019: 100º
- Vuelta a España

2015: ritirato (19ª tappa)
2016: 61º
2017: 54º
2018: 54º
2019: 127º

### Classiche monumento
- Liegi-Bastogne-Liegi

2015: 85º
2017: 61º
- Giro di Lombardia

2016: 32º
2017: 75º
2019: 44º

### Competizioni europee
Campionati europei
Stresa 2008 - Cronometro Under-23: 24°